# 美孚碼頭
美孚碼頭（英語：Mei Foo Ferry Pier）是一個在香港已拆卸的渡輪碼頭，原位於九龍美孚新邨第一期第六座荔灣道旁的荔枝角灣，由油麻地小輪提供往中環皇后碼頭的飛翔船服務，在1980年代初很受美孚居民歡迎，渡輪服務在地鐵荃灣綫於1982年5月啟用並開通美孚往中環的地鐵服務後，在1984年1月停止。碼頭也隨着後期的美孚填海工程而拆卸，原址現已是荔枝角公園的一部分。